# Phaner à fourche
Phaner furcifer
Espèce
Synonymes
- Chirogaleus furcifer

Statut de conservation UICN

 EN  : En danger
Statut CITES
Le Phaner à fourche ou Phaner fourché (Phaner furcifer) est une espèce de petit lémurien de la famille des Cheirogaleidae qui vit dans les forêts côtières du nord-est et de l'ouest de Madagascar.

## Description
Il mesure de 50 à 65 cm de long pour un poids de 300 à 500 g et a un pelage brun avec une raie noire sur le dos.

## Comportement
C'est un animal nocturne qui se nourrit principalement de la gomme des arbres des forêts tempérées de feuillus et des sécrétions d'insectes. Il s'est spécialisé dans la récolte de cette substance. Comme la plupart des prosimiens, il a un « peigne dentaire », qui lui sert à gratter la gomme qui suinte des arbres. Le peigne dentaire se compose d'une rangée de dents longues et pointant vers l'avant au niveau de la mandibule.

## Reproduction
Les femelles sont fécondables seulement trois à quatre jours par an, généralement en juin. Elles donnent naissance à un seul petit en novembre ou décembre. Le nouveau-né vit d'abord dans un trou d'arbre avec ses parents, puis est porté par la mère, d'abord sur le ventre, puis sur le dos.